# Ara-Operon

Schematische Darstellung des Arabinose-Operons

Das Arabinose-Operon, kurz ara-Operon, ist ein Operon, das beim Abbau von L-Arabinose in Bakterien, beispielsweise Escherichia coli, eine wichtige Rolle spielt. Es besteht aus zwei Promotoren (PC und PBAD), zwei Operatoren (araO1 und araO2), einem Induktor (araI), bestehend aus I1 und I2, und drei Strukturgenen:
1. araA (Arabinose-Isomerase; wandelt Arabinose in Ribulose um)
2. araB (Ribulokinase; phosphoryliert die Ribulose zu Ribulose-5-phosphat)
3. araD (Ribulose-5-phosphat-Epimerase; wandelt Ribulose-5-phosphat in Xylulose-5-phosphat um, das über den Pentosephosphatweg verarbeitet wird)

## Funktionsweise
Das ara-Operon verfügt über vier wichtige regulatorische Bereiche, die durch das Regulatorprotein AraC (codiert durch araC), das sowohl als Antiaktivator als auch als Aktivator wirken kann, reguliert werden:
- araO1: ist ein Operator; das durch araC codierte Regulatorprotein AraC kann hier anbinden und unterdrückt die Synthese der mRNA, die das Regulationsprotein (auch C-Protein genannt) kodiert. Es handelt sich also um eine negative Regulation: Das C-Protein ist ein negativer Regulator von araC, d. h. es hemmt die Bildung von sich selbst (vorausgesetzt, es ist keine Arabinose vorhanden).
- araO2: ist ebenfalls ein Operator; ist das Regulatorprotein sowohl an diese Stelle als auch an araI (genauer: I1) gebunden, wird die Transkription am Promotor PBAD unterdrückt. In Abwesenheit von Arabinose bindet AraC bevorzugt an araO2 und I1, wodurch ein DNA-Loop entsteht, durch den PC inaktiviert wird. Außerdem kann so AraC nicht an I1 und I2 binden, so dass PBAD nicht aktiviert werden kann.
- araI: ist ein Induktorbereich; in Anwesenheit von Arabinose unterstützt AraC an dieser Stelle (genauer: I1 und I2) gebunden die Aktivierung der Transkription am Promotor PBAD. Außerdem ist der Promotor PC nun für die RNA-Polymerase zugängig und kann abgelesen werden.
- CAP: CAP-Bindungsstelle; bei Abwesenheit von Einfachzuckern wie Glucose leitet CAP die Neuanordnung des C-Proteins ein und unterbindet die DNA-Schleifenbildung und aktiviert so die Transkription am Promotor PBAD.

araC unterdrückt seine eigene Expression, um eine zu starke Anhäufung zu vermeiden. Dieser Mechanismus wird als Autoregulation bezeichnet. Fällt die Konzentration an araC, wird araO1 frei- und die araC-Transkription setzt wieder ein, bis ein ausreichender Konzentrationswert erreicht ist.
In Anwesenheit von Arabinose wird diese vom Regulatorprotein gebunden. Durch allosterische Veränderung des Regulatorproteins bindet dieses nur noch an araI und nicht mehr an araO2. Ist außerdem keine Glucose vorhanden, bindet das CAP-Protein an die CAP-Bindungsstelle und verhindert die DNA-Schleifenbildung und erleichtert die Bindung des Regulatorproteins an araI. Sind weder C-Protein noch cAMP-CAP-Komplex vorhanden, oder ist das C-Protein vorhanden, aber kein cAMP-CAP-Komplex, so wird keine Transkription eingeleitet.

### Weitere Operons
- lac-Operon
- trp-Operon